# دراگوتین زلنوویچ
دراگوتین زلنوویچ (صربی: Драгутин Зеленовић؛ زادهٔ ۱۹ مهٔ ۱۹۲۸ – درگذشتهٔ ۲۷ آوریل ۲۰۲۰) یک سیاست‌مدار و استاد دانشگاه اهل صربستان بود. دراگوتین زلنوویچ در ۲۷ آوریل ۲۰۲۰، در سن ۹۱ سالگی درگذشت.